# Montizetes abulensis
Montizetes abulensis är en kvalsterart som beskrevs av Pérez-Íñigo 1984. Montizetes abulensis ingår i släktet Montizetes och familjen Oribellidae. Inga underarter finns listade i Catalogue of Life.